# Pitkäjärvi (Jukkasjärvi socken, Lappland, 755872-168765)
Pitkäjärvi är en sjö i Kiruna kommun i Lappland och ingår i Torneälvens huvudavrinningsområde. Sjön har en area på 0,562 kvadratkilometer och ligger 331,2 meter över havet. Pitkäjärvi ligger i Alajaure Natura 2000-område.

## Delavrinningsområde
Pitkäjärvi ingår i det delavrinningsområde (756232-168650) som SMHI kallar för Utloppet av Pitkäjärvi. Medelhöjden är 415 meter över havet och ytan är 23,66 kvadratkilometer. Det finns inga avrinningsområden uppströms utan avrinningsområdet är högsta punkten. Vattendraget som avvattnar avrinningsområdet har biflödesordning 2, vilket innebär att vattnet flödar genom totalt 2 vattendrag innan det når havet efter 398 kilometer. Avrinningsområdet består mestadels av skog (91 procent). Avrinningsområdet har 1,82 kvadratkilometer vattenytor vilket ger det en sjöprocent på 7,7 procent.